# Matthis Abline
Matthis Abline (Angers, 28 marzo 2003) è un calciatore francese, attaccante del Nantes.

## Caratteristiche tecniche
È un centravanti mobile e veloce, può ricoprire il ruolo di ala sinistra.

## Carriera

### Club

#### Rennes e prestiti
Cresciuto calcisticamente nel Laurentais Landemontais e nel Carquefou, nel 2018 entra a far parte del settore giovanile del Rennes.
Nell'estate 2020 viene aggregato in seconda squadra militante in Championnat National 3.
Il 29 agosto 2020 debutta con la stessa contro il Vitré e il mese successivo trova anche la prima rete nel pareggio per 1-1 contro il Brest 2.
Il 10 dicembre 2020, dopo sei presenze e due gol con le riserve, firma il primo contratto da professionista con les rennais, venendo aggregato in prima squadra.
Il 25 aprile 2021 debutta in Ligue 1 nella vittoria 5-1 contro il Digione, sua unica presenza in stagione con la prima squadra.
In avvio dell'annata successiva ottiene più spazio, dapprima debutta nelle competizione europee, segnando il 26 agosto 2021 la prima rete da professionista nella gara dei preliminari di Conference League contro il Rosenborg; in campionato invece gioca tutte le prime sette gare stagionali, tuttavia a metà settembre finisce fuori dai ranghi della prima squadra.
Vista la situazione, a gennaio viene ceduto in prestito fino al termine della stagione al Le Havre, militante in Ligue 2.
Con il club normanno, con cui debutta nella cadetteria francese il 22 gennaio 2022 in un pareggio a reti inviolate contro il Rodez, gioca 16 partite e segna sei reti, la prima il 14 febbraio contro il Bastia (sconfitta per 2-4).
Tornato dal prestito, l'8 settembre 2022 debutta in Europa League contro l'AEK Larnaca; tre giorni dopo, l'11 settembre, trova anche la prima rete nella massima serie francese nel successo casalingo per 5-0 contro l'Auxerre.
Pochi mesi dopo, durante la sessione invernale di calciomercato, viene ceduto a titolo temporaneo all'Auxerre.
Debutta con gli azzurri l'11 gennaio con una sconfitta contro il Tolosa e trova la prima rete alla quarta presenza contro il Monaco.
A fine stagione, conclusa con tre reti in 22 presenze tra tutte le competizioni, Abline e il club retrocedono in Ligue 2.

#### Nantes
Il 25 agosto 2023 viene ceduto a titolo temporaneo con diritto di riscatto e controriscatto al Nantes. Il 23 settembre successivo bagna con una rete il debutto in maglia gialloverde, contribuendo alla vittoria in rimonta per 5-3 dei canarini contro il Lorient.
Autore di un'autorevole seconda parte di stagione, cui a fine stagione viene riscattato. Tuttavia, il 24 maggio 2024 il Rennes attiva il proprio diritto di recompra.
Dopo un mese di trattative, il 3 luglio 2024, il Nantes ne rileva ufficialmente le prestazioni a titolo definitivo a fronte di un corrispettivo di 10 milioni di euro.

### Nazionale
Dopo aver fatto il proprio debutto nella nazionale francese Under-16 è nelle selezioni successive, nel maggio 2024 viene inserito nella lista dei convocati dell'Under-20 francese per il Torneo Maurice Revello, in cui debutta nella gara d'esordio contro l'under-23 della Costa d'Avorio.
Il 2 giugno 2025 viene scelto dal commissario tecnico Gérald Baticle, commissario tecnico dell'Under-21, per prendere parte all'europeo di categoria.
Nel corso della competizione segna una rete nei gironi ai danni della Polonia e nel complessivo gioca in tutte le cinque le gare disputate dai francesi, compresa la semifinale persa per 3-0 contro i pari età della Germania.

## Statistiche

### Presenze e reti nei club
Statistiche aggiornate al 17 agosto 2025.
| Stagione        | Squadra         | Campionato      | Campionato | Campionato | Coppe nazionali | Coppe nazionali | Coppe nazionali | Coppe continentali | Coppe continentali | Coppe continentali | Altre coppe | Altre coppe | Altre coppe | Totale | Totale |
| Stagione        | Squadra         | Comp            | Pres       | Reti       | Comp            | Pres            | Reti            | Comp               | Pres               | Reti               | Comp        | Pres        | Reti        | Pres   | Reti   |
| --------------- | --------------- | --------------- | ---------- | ---------- | --------------- | --------------- | --------------- | ------------------ | ------------------ | ------------------ | ----------- | ----------- | ----------- | ------ | ------ |
| 2020-2021       | Rennes 2        | N3              | 6          | 2          | -               | -               | -               | -                  | -                  | -                  | -           | -           | -           | 6      | 2      |
| 2021-2022       | Rennes 2        | N3              | 3          | 2          | -               | -               | -               | -                  | -                  | -                  | -           | -           | -           | 3      | 2      |
| Totale Rennes 2 | Totale Rennes 2 | Totale Rennes 2 | 9          | 4          |                 | -               | -               |                    | -                  | -                  |             | -           | -           | 9      | 4      |
| 2020-2021       | Rennes          | L1              | 1          | 0          | CF              | 0               | 0               | -                  | -                  | -                  | -           | -           | -           | 1      | 0      |
| 2021-gen. 2022  | Rennes          | L1              | 7          | 0          | CF              | 0               | 0               | UECL               | 2                  | 1                  | -           | -           | -           | 9      | 1      |
| gen.-giu. 2022  | Le Havre        | L2              | 16         | 6          | CF              | -               | -               | -                  | -                  | -                  | -           | -           | -           | 16     | 6      |
| 2022-gen. 2023  | Rennes          | L1              | 11         | 1          | CF              | 0               | 0               | UEL                | 4                  | 1                  | -           | -           | -           | 15     | 2      |
| Totale Rennes   | Totale Rennes   | Totale Rennes   | 19         | 1          |                 | 0               | 0               |                    | 6                  | 2                  |             | -           | -           | 25     | 3      |
| gen.-giu. 2023  | Auxerre         | L1              | 19         | 2          | CF              | 3               | 1               | -                  | -                  | -                  | -           | -           | -           | 22     | 3      |
| 2023-2024       | Nantes          | L1              | 22         | 5          | CF              | 2               | 0               | -                  | -                  | -                  | -           | -           | -           | 24     | 5      |
| 2024-2025       | Nantes          | L1              | 34         | 9          | CF              | 2               | 2               | -                  | -                  | -                  | -           | -           | -           | 36     | 11     |
| 2025-2026       | Nantes          | L1              | 1          | 0          | CF              | 0               | 0               | -                  | -                  | -                  | -           | -           | -           | 1      | 0      |
| Totale Nantes   | Totale Nantes   | Totale Nantes   | 57         | 14         |                 | 4               | 2               |                    | -                  | -                  |             | -           | -           | 61     | 16     |
| Totale carriera | Totale carriera | Totale carriera | 120        | 27         |                 | 7               | 3               |                    | 6                  | 2                  |             | -           | -           | 133    | 32     |